# MTV Entertainment Studios
MTV Entertainment Studios — подразделение по производству кино и телевидения MTV Entertainment Group, дочерней компании Paramount Media Networks, подразделения Paramount Global. Компания была основана в 1991 году как MTV Productions. Она является консолидацией бывшей группы MTV Films, созданной в 1996 году, и группы MTV Production Development/MTV Studios 2003—2021 годов, она выпустила оригинальные телевизионные шоу, такие как «Бивис и Баттхед», «Æon Flux», «Чудаки», «Уже можно», «Дарья», Её фильмы выпускаются Paramount Pictures. Подразделение MTV Films когда-то было частью Paramount Players до 2020 года.

## Фильмы
1. Квартирка Джо (1996)
2. Бивис и Баттхед уделывают Америку (1996)
3. Мертвец в колледже (1998)
4. Южный Парк: Большой, длинный, необрезанный (1999) (как Comedy Central Films)
5. Студенческая команда (1999)
6. 200 сигарет (1999)
7. Выскочка (1999)
8. Глухой квартал[англ.] (1999)
9. Песня любви[англ.] (2000)
10. Настоящие короли комедии[англ.] (2000)
11. За мной последний танец (2001)
12. Пути Тэнг[англ.] (2001)
13. Образцовый самец (2001) (как VH1 Films)
14. Страна чудаков (2002)
15. Завтра повезёт больше[англ.] (2002)
16. Перекрёстки (2002)
17. Мартин Лоуренс: Живьём[англ.] (2002)
18. Чудаки (2002)
19. Борьба с искушениями (2003)
20. Тупак: Воскрешение (2003)
21. Высший балл (2004)
22. Наполеон Динамит (2004)
23. Суета и движение (2005)
24. Тренер Картер (2005)
25. Убийственная игра (2005)
26. Всё или ничего (2005)
27. Разбогатей или сдохни (2005)
28. Эон Флакс (2005)
29. Придурки (2006)
30. Всё, что есть у тебя[англ.] (2006)
31. Писатели свободы (2007)
32. Лезвия славы: Звездуны на льду (2007)
33. На дне[англ.] (2007)
34. Как она двигается[англ.] (2008)
35. Война по принуждению (2008)
36. Путь ноги и кулака[англ.] (2008)
37. Без ансамбля (2009)
38. Чудаки 3D (2010)
39. Чудаки 3,5 (2010)
40. Джастин Бибер: Никогда не говори никогда (2011)
41. Свободные (2011)
42. Кэти Перри: Частичка меня (2012)
43. Охотники на ведьм (2013)
44. Несносный дед (2013)
45. Континуум (2015)
46. Чудаки навсегда (2021)
47. Бивис и Баттхед уделывают Вселенную (2022)